# Åsa Träff
Åsa Träff (Stockholm, 1970) is een Zweeds schrijfster en psychologe.

## Biografie
Åsa Träff werd in 1970 geboren en groeide samen met haar oudere zus Camilla Grebe op in Älvsjö, Stockholm. Träff werd op zeer jonge leeftijd moeder maar studeerde daarna af aan de middelbare school en behaalde vervolgens een graad in psychologie. Ze werkt als psycholoog in een groepspraktijk in Stockholm en zorgt voor patiënten met gedragsproblemen.

### Carrière
In 2009 debuteerde Träff met de detectiveroman Någon sorts frid die ze samen met haar zus Camilla Grebe schreef. Het was het eerste boek in de Siri Bergman-serie, Siri Bergman is een 34-jarige psychologe met een eigen praktijk in hartje Stockholm, daarna volgden nog vier delen. Twee romans uit de serie werden genomineerd voor de Zweedse literatuurprijs bästa svenska kriminalroman, Bittrare än döden in 2010 en Innan du dog in 2012.
Träff is gehuwd en woont samen met haar man en twee kinderen in Gnesta ten zuiden van Stockholm.